# Conostigmus scutopunctatus
Conostigmus scutopunctatus is een vliesvleugelig insect uit de familie van de Megaspilidae. De wetenschappelijke naam van de soort is voor het eerst geldig gepubliceerd in 1981 door Dessart.